# Adelaida Negri
Adelaida Negri (Buenos Aires, 12 de diciembre de 1943-Ibidem, 17 de agosto de 2019) fue una soprano de ópera argentina reconocida mundialmente. Cantó en los teatros más importantes de Europa. Ganadora de numerosos premios, entre ellos el Ambrogino d'oro, de la ciudad de Milán (1980) y el Premio al Mérito, de la Orden de los Caballeros de San Martín de Tours de Buenos Aires (1985).
Cantó junto a los más destacados cantantes de su época, como Plácido Domingo, Luciano Pavarotti , Sherril Milnes, José Carreras, Fiorenza Cossotto, 
Carlo Cossuta, etc.

## Biografía
Nació en Buenos Aires, Argentina. Se recibió de abogada y egresó del "Instituto Superior de Arte" del Teatro Colón recibiendo allí una medalla de oro.
Viajó a Inglaterra donde perfeccionó su técnica vocal en el London Opera Centre de Londres, becada por el British Council.
Su debut se llevó a cabo en el Teatro Colón de Buenos Aires en 1974 interpretando a Anna de Glawary en La Viuda Alegre. Le siguieron varias óperas, entre ellas Antigona Velez de Juan Carlos Zorzi, en su estreno mundial, Rita, Madame Butterfly, Don Carlo, Mefistofele, Lucia di Lammermoor, Norma, Betrice Di Tenda, Nabucco, Antogona Vélez de Juan Carlos Zorzi (Estreno), Proserpina y el extranjero, Macbeth.
Ya con peso en su nombre, se radicó en Europa donde actuó en los más importantes centros artísticos acaparando los más significativos de Italia, España, Francia, Alemania, Austria, Portugal, Hungría y Bélgica.
Es la fundadora de la Casa de la Opera de Buenos Aires donde jóvenes estudiantes y profesionales reúnen su talento y realizan distintas óperas. Estrenó para Argentina óperas del belcanto en el Teatro Avenida, el Teatro Margarita Xirgu, Teatro Del Globo en Buenos Aires, Maria Stuarda, Roberto Devereux, Anna Bolena, Armida (Rossini), Elisabetta (Rossini), y otras recreaciones.

## Premios
- 2016 - Personalidad destacada de la Ciudad, por la Legislatura de la Ciudad de Buenos Aires.
- 1980 - Ambrogino d'oro, de la Ciudad de Milano.
- 1985 - Premio de la Asociación Verdiana de Opera a la mejor actuación escénica e interpretación vocal de la Temporada musical Argentina.
- 1984 - Premio al Mérito de la Orden de los Caballeros de San Martín de Tours de Buenos Aires.

## Discografía
Orden alfabético:
- Adelaida Negri con célebres colegas - Vol1
- Adelaida Negri con célebres colegas - Vol2
- Aida
- Anna Bolena, Buenos Aires 2003
- Anna Bolena, Bilbao 1984
- Armida
- Beatrice di Tenda
- Da voi parto amate sponde
- Elisabetta regina d'Inghilterra
- Ernani
- Fernando Cortez
- Guglielmo Tell
- Il pirata
- Il trovatore
- Jone
- La africana
- La flauta mágica
- La soprano absoluta
- La straniera
- La traviata
- La viuda alegre
- Le villi
- L'Olimpiade
- Lucia di Lammermoor
- Lucrezia Borgia
- Madame Butterfly
- Maria Malibran
- Maria Stuarda
- Matilde di Shabran
- Macbeth
- Medea
- Macbeth en el Colón
- Nabucco
- Norma en el Colón
- Norma
- Recital de Adelaida Negri
- Roberto Devereux
- Segunda edición "The Great Italian Opera"
- Turandot
- Viva la mamma
- La vestale
- La sonnambula
- Saffo
- Semiramide
- La forza del destino
- Don Carlo, Buenos Aires 1978
- Cavallera rusticana
- I pagliacci
- Rita
- Mefistofele
- Tosca
- La boheme
- Don Carlos, La Plata 1975
- Fedora
- La Gioconda
- Fidelio